# Coscinia transversata
Coscinia transversata är en fjärilsart som beskrevs av Karl Schawerda 1929. Coscinia transversata ingår i släktet Coscinia och familjen björnspinnare. Inga underarter finns listade i Catalogue of Life.